# Kaies Ghodhbane
Kaies Ghodhbane (* 7. Januar 1976 in Ksar Hellal) ist ein ehemaliger tunesischer Fußballnationalspieler.

## Verein
Ghodhbane Heimatverein ist der SC Moknine. Von dort ging er zu Étoile Sportive du Sahel, wo er von 1994 bis 2002 für dessen Profimannschaft spielte. In dieser Zeit gewann er mehrere nationale und internationale Titel. Anschließend wechselte er für ein Jahr zum Baniyas SC in die UAE League und dann in Richtung Türkei und spielte dort für die Vereine Diyarbakırspor, Samsunspor und Konyaspor. Seine Karriere ließ der Mittelfeldspieler dann in der Saison 2006/07 bei Étoile Sportive du Sahel mit dem erneuten Gewinn der tunesischen Meisterschaft ausklingen.

## Nationalmannschaft
Der Mittelfeldspieler spielte 95-mal für die Tunesische Fußballnationalmannschaft und nahm an der Fußball-Weltmeisterschaft 2006 in Deutschland teil. Außerdem spielte Kaies Ghodbhane bei der Fußball-Weltmeisterschaft 1998 in Frankreich und bei der Fußball-Weltmeisterschaft 2002 in Japan und Südkorea. Zudem war er im Aufgebot seines Landes, als Tunesien bei der Fußball-Afrikameisterschaft 2004 gewann, und als das Team Zweiter bei der Fußball-Afrikameisterschaft 1996 wurde.

## Erfolge
Verein
- Tunesischer Pokalsieger: 1996
- Tunesischer Meister: 1997, 2007
- Afrikapokal der Pokalsieger: 1997
- CAF Super Cup: 1998
- CAF Cup: 1999

Nationalmannschaft
- Afrikameister: 2004